# Paraguays ambassad i Stockholm
Paraguays ambassad i Stockholm är Paraguays beskickning i Sverige. Ambassaden ligger på Stureplan 4C i Stockholm.

## Beskickningschefer
| Namn                            | Period    | Funktion   |
| ------------------------------- | --------- | ---------- |
| José Emilio Gorostiaga Peña     | 2012–2018 | Ambassadör |
| Romina Elisabeth Taboada Tonina | 2018–     | Ambassadör |